# Dezperadoz
Dezperadoz é uma banda alemã de "Metal do Velho Oeste" da cidade de Heidelberg. Criada em 2000 sendo um projeto paralelo do produtor / guitarrista Tom Angelripper, sua música é influenciada pelas trilhas sonoras dos filmes de faroeste dos anos 1960 e 1970. A banda mistura elementos de música típica dos filmes de velho oeste com heavy metal.

## Integrantes

### Membros atuais
- Alex Kraft - Vocais, guitarras
- Alex Weigand - Baixo
- Markus Kullmann - Bateria
- Nils Stuerzer - Guitarra

### Membros antigos
- Volker Liebig - Baixo
- Sascha Tilger - Bateria
- Olli Lampertsdörfer - Bateria
- Dennis Ward - Guitarras
- Ferdy Doernberg - Piano
- Tom Angelripper - Vocais

## Discografia

### Álbuns de estúdio
- The Dawn of Dying - 2000
- The Legend and the Truth - 2006
- An Eye for an Eye - 2008
- Dead Man's Hand - 2012
- Call of the Wild - 2017
- Moonshiner - 2024